# El turment i l'èxtasi
El turment i l'èxtasi (títol original en anglès The Agony and the Ecstasy) és una pel·lícula estatunidenca dirigida per Carol Reed i estrenada l'any 1965.	Superproducció històrica de la mà del cineasta britànic Sir Carol Reed (El tercer home), que va adaptar la novel·la d'Irving Stone per realitzar aquest film que retrata la vida tempestuosa del controvertit artista renaixentista Miquel Àngel. La història se centra principalment en les relacions d'aquest i el papa Juli II. Dos personatges encarnats per dos grans actors, com Charlton Heston i Rex Harrison, que al llarg de les seves carreres ja havien interpretat altres personatges històrics. Heston havia donat vida a personalitats de la talla de Marc Antoni, Moisès o Joan Baptista. Harrison, per la seva banda, va estar inoblidable interpretant a Juli Cèsar a la Cleopatra de Mankiewicz.
Ha estat doblada al català.

## Repartiment
- Charlton Heston: Miquel Àngel
- Rex Harrison: Juli II
- Diane Cilento: la comtessa de Médicis
- Harry Andrews: Bramante
- Alberto Lupo: el duc d'Urbino
- Adolfo Celi: Joan de Médicis
- John Stacy: Sangallo
- Tomás Milián: Raphaël
- Fausto Tozzi: el contramestre
- Venantino Venantini: Paris de Grassi

## Premis
Va ser nominada a 5 Oscars:
- Millor fotografia en color
- Millor direcció artística en color
- Millor vestuari en color
- Millor so
- Millor música original